# رواية عصرية

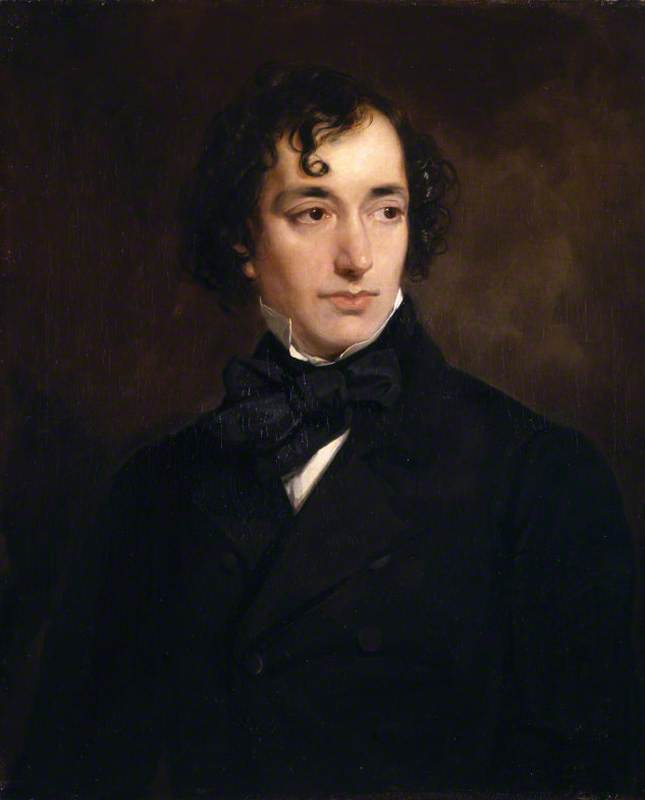
كان بنيامين دزرائيلي كاتبًا بارزًا لروايات سيلفر فورك في بداية حياته المهنية.

الروايات العصرية تسمى أيضًا روايات الشوكة الفضية، هي نوع من الأدب الإنجليزي في القرن التاسع عشر والذي صوّر حياة الطبقة العليا والأرستقراطية.

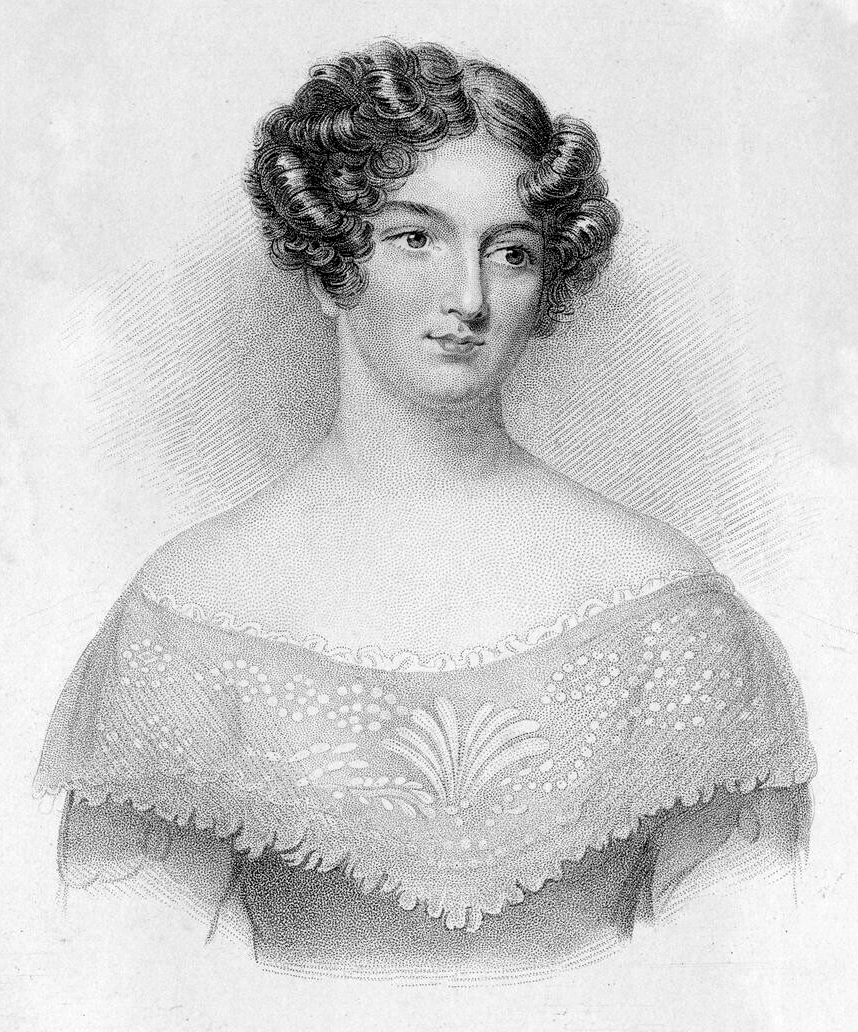
كانت كاثرين جور مؤلفة غزيرة الإنتاج وأكثر الكتب مبيعًا في مجال روايات الشوكة الفضية.

## العصر
سيطرت روايات الشوكة الفضية على سوق الأدب الإنجليزي من منتصف عشرينيات القرن التاسع عشر إلى منتصف أربعينياته. كانت هذه الروايات غير حذرة في كثير من الأحيان، وفي بعض الأحيان كانت هناك "مفاتيح" يتم تداولها لتحديد الأشخاص الحقيقيين الذين استندت إليهم الشخصيات الرئيسية. وكان تركيزها على العلاقات بين الجنسين والعلاقات الزوجية ينبئ بالتطور اللاحق في الرواية.

## النوع والهجاء من هذا النوع
كان ثيودور هوك كاتبًا رئيسيًا للروايات العصرية، وكان هنري كولبورن [الإنجليزية] ناشرًا رئيسيًا.  أعلن كولبورن بشكل خاص عن الروايات العصرية باعتبارها تقدم نظرة ثاقبة للحياة الأرستقراطية من قبل المطلعين. كان إدوارد بولوير ليتون وبنجامين دزرائيلي وكاثرين جور من الكتاب المشهورين جدًا لهذا النوع .  تم الإعلان عن العديد منها على أنها كتبها أرستقراطيون ولصالح الأرستقراطيين.
مع تزايد عدد النساء اللاتي كتبن هذا النوع، أصبح أكثر أخلاقية: "أصبحت أخلاق الطبقة المتوسطة محورية، وفصلت الروايات زوال الأرستقراطية، على الرغم من بقاء أبطال هذا النوع البيرونيين المميزين" . كانت أشهر مؤلفات روايات سيلفر فورك من النساء، بما في ذلك ليدي بليسينجتون وكاثرين جور وليدي بيري.
صاغ ويليام هازليت مصطلح "الشوكة الفضية" في مقال عن "مدرسة الداندي" في عام 1827. ووصفهم بأنهم "ذوي لهجة غير مهذبة" لأنه في حين زعموا أنهم يرويون حياة الأرستقراطيين، إلا أنهم كانوا يكتبون عادةً من قبل الطبقة المتوسطة. كتب توماس كارليل كتاب في نقد سارتور ريسارتوس لتفاصيلهم الدقيقة في الملابس، وسخر منهم ويليام ميكبيس ثاكري في سوق الأضاليل وبندينيس. 

## في الثقافة الحديثة
في رواية دونا ليون الرابعة للمفوض جويدو برونيتي، الموت والحكم، تصف الأستاذة الإنجليزية باولا برونيتي روايات الشوكة الفضية بأنها "كتب كتبت في القرن الثامن عشر، عندما تدفقت كل تلك الأموال إلى إنجلترا من المستعمرات، وكان لزامًا على زوجات النساجين البدينات في يوركشاير أن يتعلمن أي شوكة يجب أن يستخدمنها".

## روايات بارزة
- ماتيلدا للورد نورمانبي (1825)
- فيفيان جراي بقلم بينجامين دزرائيلي (1826)
- جرانبي بقلم توماس هنري ليستر (1826)
- المغازلة بقلم ليدي شارلوت بيري (1827)
- المُتبرأ منه بقلم  إدوارد بولوير لايتون (1828)
- بيلهام بقلم إدوارد بولوير ليتون (1828)
- هربرت لايسي بقلم توماس هنري ليستر (1828)
- دي ليزل بقلم إليزابيث كارولين جراي (1828)
- نعم ولا للورد نورمانبي (1828)
- الحصريات بقلم ليدي شارلوت بيري (1830)
- الانفصال بقلم ليدي شارلوت بيري (1830)
- المرأة كما هي بقلم كاثرين غور (1830)
- دبوس المال من تأليف كاثرين غور (1831)
- الدوق الشاب بقلم بينجامين دزرائيلي (1831)
- الأوبرا لكاثرين جور (1832)
- أرلينجتون بقلم توماس هنري ليستر (1832)
- التباين للورد نورمانبي (1832)
- جودلفين بواسطة إدوارد بولوير ليتون (1833)
- الحب والفخر بقلم ثيودور هووك (1833)
- جيلبرت جورني بقلم ثيودور هووك (1835)
- المخلص بقلم ليدي شارلوت بيري (1836)
- السيدة أرميتاج بقلم كاثرين غور (1836)
- معبد هنريتا بقلم بينجامين دزرائيلي (1837)
- وزير مجلس الوزراء بقلم كاثرين غور (1839)
- سيسيل بقلم كاثرين غور (1841)

## قراءة موسعة
- Richard Cronin (8 مارس 2002). Romantic Victorians: English Literature, 1824–1840. Palgrave MacMillan. ISBN:978-0-333-96616-7.
- Detlev Janik: Adel und Bürgertum im englischen Roman des 18. Jahrhunderts, Zugl.: Mainz, Univ., Diss., 1986, (ردمك  3-533-03904-8)
- Friedrich Schubel: Die 'fashionable novels' : ein Kapitel zur englischen Kultur- und Romangeschichte, Upsala : Lundequist., 1952
- "The Silver Fork Novel". Victorian Web. مؤرشف من الأصل في 2013-04-16.
- Matthew Whiting Rosa: The silver-fork school : novels of fashion preceding Vanity fair, Port Washington, N.Y. : Kennikat Pr., 1964; Zugl.: New York, Columbia Univ., Diss. 1936